# Dobrowo (jezioro)
Dobrowo – jezioro na Pojezierzu Ińskim, położone w woj. zachodniopomorskim, w powiecie łobeskim, w gminie Węgorzyno.
Powierzchnia zwierciadła wody wynosi 3,52 ha.
Zbiornik w typologii rybackiej jest jeziorem karasiowym. 
Administratorem wód Dobrowa jest Regionalny Zarząd Gospodarki Wodnej w Szczecinie. 
Jezioro znajduje się w zlewni rzeki Brzeźnickiej Węgorzy.
Nad północnym brzegiem jeziora przebiega linia kolejowa nr 210, a ok. 100 m dalej znajduje się przystanek kolejowy Wiewiecko.
W 1955 roku zmieniono urzędowo niemiecką nazwę jeziora – Damerow-See, na polską nazwę – Dąbrowno. W 2006 roku Komisja Nazw Miejscowości i Obiektów Fizjograficznych w wykazie hydronimów przedstawiła nazwę Dobrowo.